# Жемберовце
Жемберовце (слч. Žemberovce) насељено је мјесто са административним статусом сеоске општине (слч. obec) у округу Љевице, у Њитранском крају, Словачка Република.

## Становништво
| Година:    | 1994. | 2004.   | 2014.   | 2024.   |
| ---------- | ----- | ------- | ------- | ------- |
| Број људи: | 1299  | 1239    | 1267    | 1235    |
| Разлика:   |       | -4,61 % | +2,25 % | -2,52 % |

| Година:    | 2023. | 2024.   |
| ---------- | ----- | ------- |
| Број људи: | 1234  | 1235    |
| Разлика:   |       | +0,08 % |

Према подацима о броју становника из 2011. године насеље је имало 1.265 становника.